# A24 (Grab)

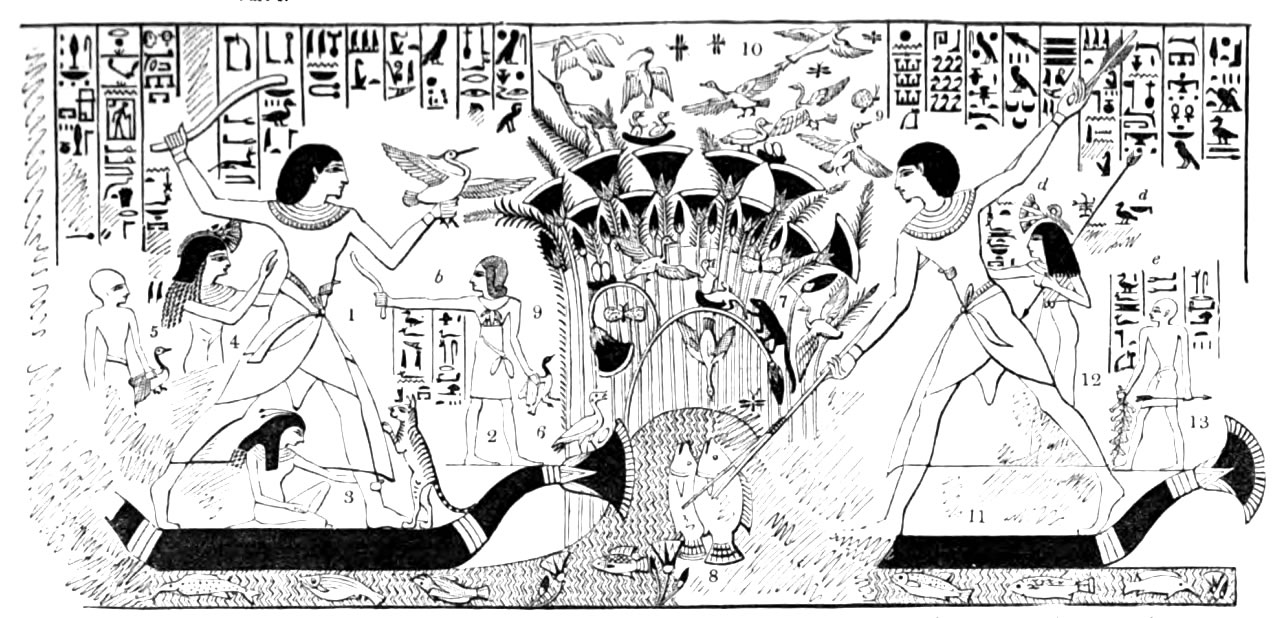
Szene aus dem Grab A24

Grab A24 befand sich in der Nekropole von Theben-West nahe bei dem modernen Ort Luxor. Das Grab gehörte dem zweiten Amun-Priester Simut, der unter dem altägyptischen König Amenophis III.  (regierte etwa 1388 bis um 1351 v. Chr.) amtierte. Die Nummerierung des Grabes ist modern. Die dekorierte Grabkapelle des Grabes wurde von zwei Reisenden im frühen 19. Jahrhundert gesehen und teilweise beschrieben. Es scheint seitdem das Opfer von Kunsträubern geworden zu sein, die die Wandmalereien aus den Wänden schnitten und verkauften. Der genaue Standort des Grabes ist heute nicht mehr bekannt, doch scheint es in Dra Abu el-Naga gelegen zu haben. John Gardner Wilkinson (1797–1875) besuchte die Grabkapelle und kopierte zwei Szenen und Inschriften. Er scheint die Kapelle in einem guten Zustand gesehen zu haben. Jean-François Champollion (1790–1832) besuchte das Grab etwas später und fand es in einem ruinösen Zustand. Er erstellte eine kurze Beschreibung und kopierte einige Inschriften, wonach fünf Szenen rekonstruiert werden können.
Links von Eingang gab es eine Szene, die Simut vor einem Opfertisch zeigte. Auf der Wand rechts vom Eingang scheint Simut auch vor einem Opfertisch dargestellt gewesen zu sein. Auf der linken Rückwand der Grabkapelle war eine Szene dargestellt, die Simut mit seiner Familie zweimal auf einem Boot bei der Jagd in den Papyrusmarschen zeigte. Diese Szene wurde von Wilkinson gezeichnet und publiziert. Auf derselben Wand gab es vielleicht auch eine Szene einer Weinernte, die von Wilkinson beschrieben und gezeichnet wurde. Auf der rechten Rückwand (die Rückwand war in der Mitte wahrscheinlich von einer Kapelle in zwei Hälften geteilt), befanden sich anscheinend Szenen, die Händler zeigten, wie sie Güter lieferten.